# Nicolás Isasi
Nicolás Isasi (ur. 1987 w La Placie) – argentyński reżyser filmowy i operowy, muzyk, krytyk sztuki i profesor uniwersytetu. Jest jednym z artystów wybranych do sympozjum PQ 2024: Technologie w teatrze, performansie i projektowaniu wystaw, organizowanego przez Praskie Quadriennale.

## Życiorys
Gdy Isasi był dzieckiem, w wieku dziesięciu lat, zaczął pobierać pierwsze, regularne lekcje muzyki naukę gry na saksofonie w Konserwatorium Muzycznym Gilardo Gilardi (stworzony przez kompozytora Alberto Ginasterę), pod kierunkiem profesora Luisa Galfetti. Dał tam swoje pierwsze koncerty z przyjaciółmi, a wkrótce potem dołączył do orkiestry dętej konserwatorium. Kinem interesował się od kilku lat. Jako uczniowie regularnie uczestniczyli w Rozgrywka improwizacji teatralnej organizowanym przez Ligę Improwizacji La Plata w El Galpón de la Comedia.

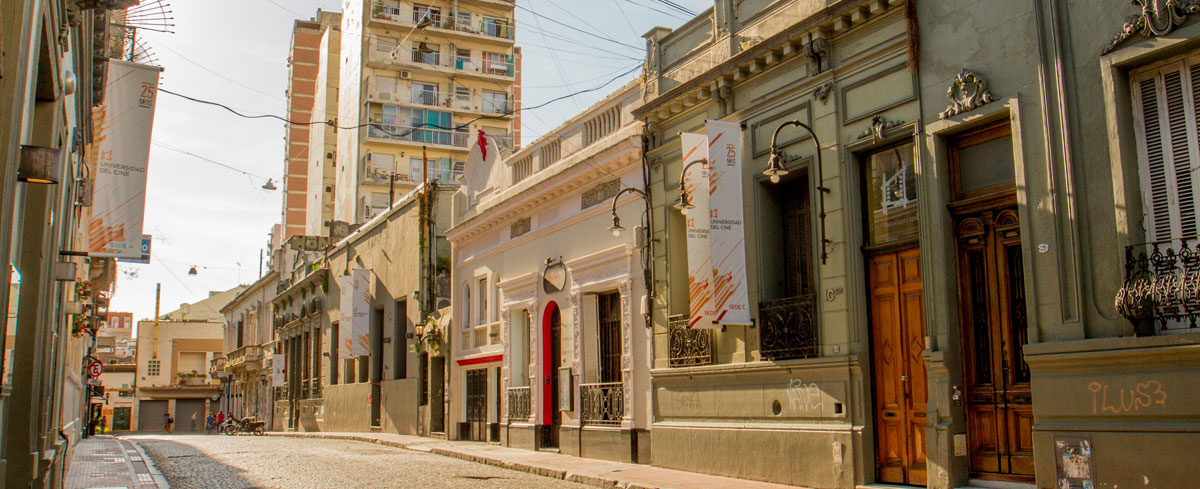
Universidad del Cine w Buenos Aires, miejsce studiów i gdzie wykłada jako profesor nadzwyczajny.

Po ukończeniu szkoły średniej kontynuował naukę na wydziale reżyserii filmowej na Universidad del Cine oraz inscenizacji operowej w Teatro Colón w Buenos Aires. Isasi jest najmłodszym absolwentem, który uzyskał tytuł reżysera w kraju. W 2011 roku, równolegle ze studiami teatralnymi, otrzymał stypendium Ibermedia na prowadzenie seminarium EICTV Actors Directing Seminar w Centrum Studiów Kinematograficznych Wysp Kanaryjskich (CECAN) na Teneryfie. Uczeń Ponchi Morpurgo, przez ponad dekadę pracował jako profesor nadzwyczajny na uniwersytecie filmowym w katedrach argentyńskich scenografów i projektantów kostiumów Ponchi Morpurgo i Eduardo Lerchundi. Isasi pracował w jego katedrze uniwersyteckiej, jak również przy swoich ostatnich produkcjach artystycznych. Jako muzyk uczestniczy w różnego rodzaju orkiestrach i zespołach kameralnych. Był członkiem Orkiestry Studenckiej Buenos Aires pod dyrekcją argentyńskiego reżysera i kompozytora Guillermo Jorge Zalcmana. Isasi był jednym z organizatorów First Ragtime Festival w Argentynie, gdzie w Centro Cultural Recoleta w Buenos Aires zagrali znakomici amerykańscy muzycy ragtime tacy jak Bryan Wright, Brian Holland czy Danny Coots.

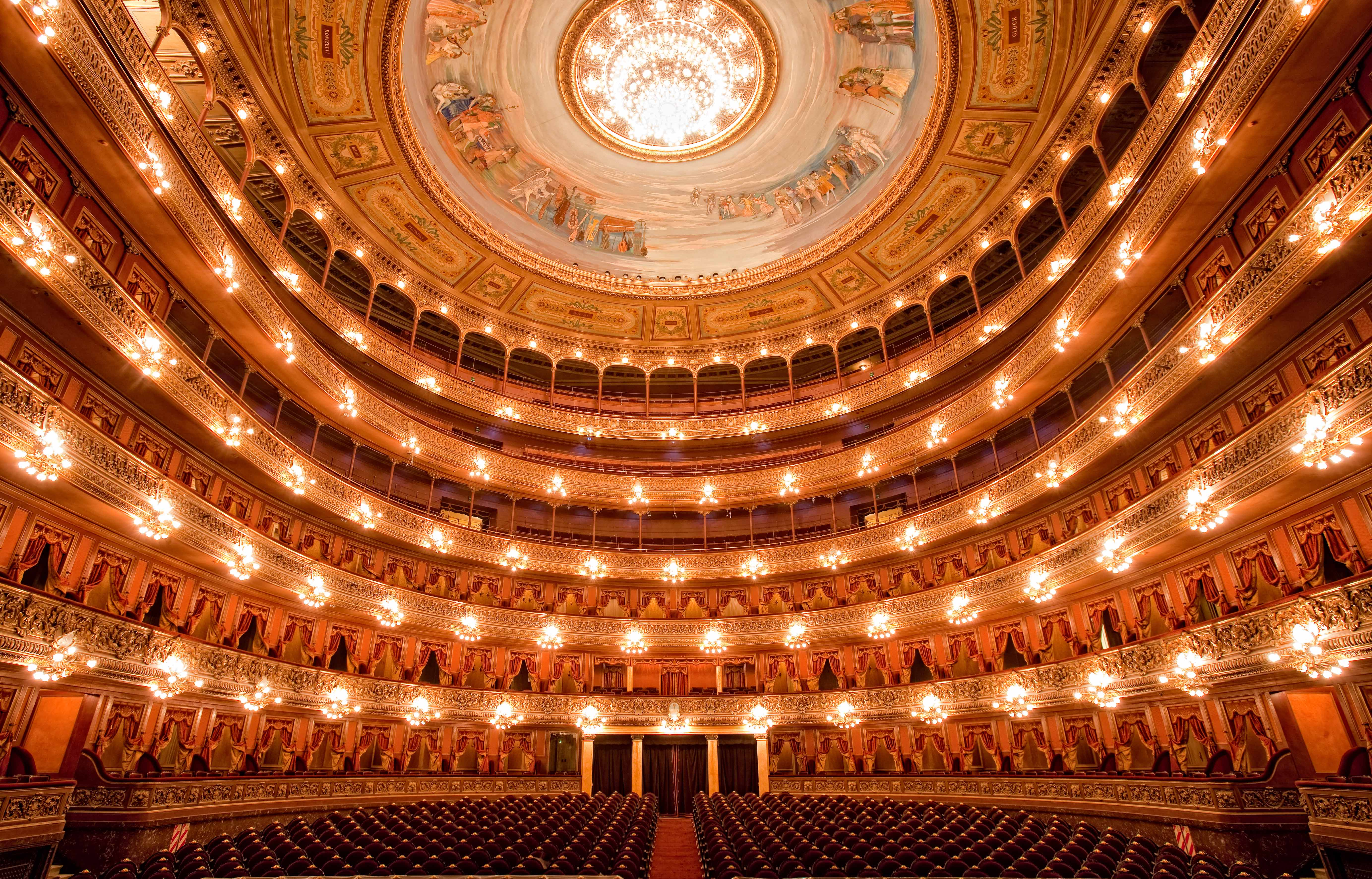
Teatro Colón siedziba studiów operowych Nicolása Isasiego w Buenos Aires.

W 2013 roku Isasi ukończył pracę dyplomową w Teatro Colón, reżyserując po raz pierwszy w Argentynie gwiazdę Treemonisha Scotta Joplina, z zespołem 60 młodych artystów, dla Teatro Empire w Buenos Aires. Isasi miesiącami pracował nad długim procesem twórczym i badawczym, który obejmował konsultacje ze specjalistami zajmującymi się historią Ameryki Północnej, a także twórczością Joplin, takimi jak sam Rick Benjamin, założyciel Paragon Ragtime Orchestra, z którym nagrał operę na płycie. Po kilkunastu przesłuchaniach, w których znaleźli się soliści i chór, zdecydowano się na wykonanie wersji orkiestrowej w 15-osobowym składzie, a dużym wyzwaniem dla artystów był fakt, że nie była to opera repertuarowa. Prace przeprowadzone przez zespół 60 młodych argentyńskich, brazylijskich i chilijskich artystów z oranżerii Gilardo Gilardi, Manuel de Falla, López Buchardo, UNA i ISATC odniosły ogromny sukces.
Od 2016 roku pracuje jako asystent reżysera polskiego reżysera Michała Znanieckiego przy różnych projektach operowych, teatralnych i muzycznych w Argentynie, Polsce (Warszawa, Chozów, Kraków i Szczecin) oraz we Włoszech (w Teatro San Carlo w Neapolu). Podczas pobytu w Polsce pracował nad Maria de Buenos Aires Astora Piazzolli dla Warszawskiej Operze Kameralnej, a następnie na Bulwar Zachodzącego Słońca autorstwa Andrew Lloyda Webbera, Opowieści Hoffmanna dla Opera Krakowska i Pagliacci na Zamek Książąt Pomorskich w Szczecinie. Isasi był także asystentem reżysera Festival Opera Tigre w Argentynie, na wyspie muzyk Kaiola Blue. W 2018 roku był asystentem scenografa włoskiego scenografa Luigiego Scoglio w sztuce El Casamiento Witolda Gombrowicza w Teatro San Martín w Buenos Aires.
Isasi wraz z Grupo Subsuelo uczestniczyła w międzynarodowym festiwalu TACT we Włoszech (Triest) oraz odbyła europejską trasę koncertową po Słowenii, Niemczech, Irlandii i Hiszpanii. Absurdalna komedia, która w 2012 roku została wyróżniona przez Narodowy Fundusz Sztuki Argentyny w konkursie na prace niepublikowane, została zaprezentowana na odbywającym się w Trieście festiwalu TACT.
W 2019 roku był półfinalistą (World Top Ten) Międzynarodowego Konkursu NANO OPERA dla młodych reżyserów operowych organizowanego przez Helikon Theatre of Russia (Moskwa) i transmitowanego przez kanał Russia Culture. Brał także udział w Pierwszym Międzynarodowym Grecko-Argentyńskim Festiwalu Teatralnym w Buenos Aires oraz w Międzynarodowym Kongresie Greckim Nostos 2022 na Uniwersytecie w Buenos Aires (UBA).
Jego film Out Of Mind o pandemii był pokazywany na ponad 30 międzynarodowych festiwalach. Miał swoją premierę w Anglii, otrzymał nagrodę dla najlepszego filmu eksperymentalnego na Indie Online Film Festival, Nagrodę Specjalną Jury dla Najlepszego Aktora na Europe Film Festival, nagrody dla Najlepszego Aktora i Najlepszego Scenariusza na Sittannavasal International Film Festival oraz dwa Honorowe Wyróżnienia na Bloomington Indiana Film Festival oraz na Festival del Cinema di Cefalù.
Krajobrazy dla wolności to ręcznie animowany film z przesłaniem pokoju i nadziei dla świata, oparty na tryptyku „Nurkowanie w ziemię” ukraińskiej artystki Oleny Morkhovskiej, z muzyką Matteo Ramona Arevalosa i poezją Ivána Frankó. Isasi był jednym z artystów wybranych do Projeto Libertinagem organizowanego przez Ala d’Artistas

### Europejski debiut
Palacio de Mateus zapowiedział europejski debiut Nicolása Isasiego na stanowisku reżysera opery w najważniejszym wydarzeniu programowym XXXI edycji Międzynarodowych Spotkań Muzycznych Casa de Mateus w Portugalii. Premiera obejmowała międzynarodową obsadę z okazji powrotu opery As damas Trocadas (1797) kompozytora Marcosa Portugala po raz pierwszy z instrumentami z epoki iw wersji portugalskiej wraz z Orkiestrą Barokową Mateusa w Teatrze z Vila Real.

## Krytyk sztuki
Podczas studiów akademickich publikował swoje pierwsze artykuły i recenzje filmowe na stronie internetowej Comentarios de Cine, w czasopiśmie Número Zero (Buenos Aires) oraz w Azucar Magazine & Art Gallery (Berlinie), cyfrowym magazynie promującym różnorodne artystyczne dyscyplin o tematyce sztuk wizualnych, muzyki i kina. Od 2010 roku Isasi napisał setki publikacji, w tym eseje, recenzje, wywiady i recenzje dla krajowych i międzynarodowych programów telewizyjnych, takich jak Ravenna Festival, oraz o artystach takich jak Krzysztof Penderecki, Michel Legrand, On Kawara czy Yoko Ono, dla gazet, magazynów i kin. książki, teatr, muzyka, opera, taniec, sztuki wizualne, telewizja, koncerty, wystawy, festiwale i recitale, podczas których rozważa doświadczenia zgromadzone podczas swojej kariery widza, obserwatora, krytyka i reżysera. Pisał dla El arte de la fuga (Madryt), The Pandect (Pondicherry), Moog (Montevideo), MiraBA (Buenos Aires) i gazety El Día (La Plata). Przez lata przeprowadzał wywiady z takimi osobistościami sztuki, jak André Rieu, Ewen Bremner, Damián Szifrón, Oscar Martínez, Andy Muschietti, Alicia Węgorzewska, César Paternosto, Carlos Bellisomi, Dee Tomasetta, Thomas Miller czy Tilka. Jamnik.
Jako krytyk filmowy od ponad dekady wielokrotnie bywał na ostatnich edycjach międzynarodowych festiwali filmowych jak Krakowski Festiwal Muzyki Filmowej, Międzynarodowy Festiwal Filmowy w Berlinie, BAFICI, FIVA, Mar del Plata International Film Festival, IndieLisboa Festival Internacional de Cinema, Monstra, Festa do Cinema Italiano, Pantalla Pinamar, Uncipar, Festival Unusual, FestiFreak i FESAALP. Był także programerem i prezenterem greckich cykli filmowych organizowanych przez Ser Griegosa w różnych teatrach Buenos Aires czy prowincji Buenos Aires.
Był programistą i prezenterem greckiego cyklu filmów organizowanego przez Ser Griegosa w różnych kinach w CABA, La Plata i prowincji Buenos Aires. Pracował nad kuratorstwem i przygotowywaniem katalogów na ceremonie otwarcia i zamknięcia wielu wystaw sztuki. Jest członkiem zespołu Ala d’Artistas jako kurator sztuk performatywnych. Był organizatorem Pierwszego Festiwalu Ragtime w Argentynie w Centro Cultural Recoleta w Buenos Aires. Prelegent na różnych seminariach, kursach, cyklach filmowych i teatralnych, w 2020 roku realizuje cykl operowy w ośmiu rozdziałach. Pracował również kuratorując i przygotowując katalogi otwarcia lub zamknięcia licznych wystaw sztuki, brał udział w Pierwszym Międzynarodowym Festiwalu Teatru Grecko-Argentyńskiego oraz w Międzynarodowym Kongresie Greckim Nostos 2022 na Wydziale Ekonomicznym Uniwersytet w Buenos Aires.
W 2025 roku został wybrany do udziału w III Międzynarodowym Kongresie AHAS poświęconym historii, archeologii, dziedzictwu kulturowemu i komunikacji w Sabrosie, gdzie zaprezentował swoją pracę „Kino i poezja: od dziedzictwa wiejskiego do muzeum” oraz prace nad swoimi przyszłymi dziełami filmowymi.
W tym samym roku Isasi wziął udział w Międzynarodowym Kongresie im. Florencio Sáncheza, zorganizowanym z okazji 150. rocznicy urodzin urugwajskiego dramaturga. Kongres został zorganizowany przez Argentyńską Akademię Literatury we współpracy z Instytutem Sztuk Scenicznych im. dr. Raúla H. Castagnino, Wydziału Filozofii i Literatury Uniwersytetu w Buenos Aires, ze szczególnym udziałem Narodowej Akademii Literatury Urugwaju. Jego wykład zatytułowany „Teatr Río de la Plata w kinie” odzwierciedlał część symbiozy teatralnej i filmowej, która rozciągała się od cyrku i teatru kreolskiego do świata kina.

## Filmografia
Lista świetnych filmów 2024.
| Rok  | Tytuł                      | Reżyser | Scenarzysta | Reżyser artystyczny | Asystent reżysera |
| ---- | -------------------------- | ------- | ----------- | ------------------- | ----------------- |
| 2005 | Juntos                     | Tak     | Tak         | Tak                 | Tak               |
| 2005 | El Silencio                | Tak     | Tak         |                     |                   |
| 2005 | Vecinos                    | Tak     | Tak         |                     |                   |
| 2005 | La mujer del piano         | Tak     | Tak         |                     |                   |
| 2006 | Tentaciones                |         |             |                     | Tak               |
| 2006 | Cambalache                 |         |             |                     | Tak               |
| 2007 | El árbol                   | Tak     | Tak         |                     |                   |
| 2007 | Doctor's Jazz Band         | Tak     | Tak         |                     |                   |
| 2007 | Noche                      |         |             |                     | Tak               |
| 2007 | Mientras Inglaterra Duerme |         |             |                     | Tak               |
| 2007 | La arena                   |         |             | Tak                 |                   |
| 2007 | El eslabón fallido         |         |             |                     | Tak               |
| 2007 | Paseo por el bosque        | Tak     | Tak         | Tak                 |                   |
| 2008 | Intersección               | Tak     | Tak         |                     |                   |
| 2008 | Isósceles                  |         |             | Tak                 | Tak               |
| 2008 | Los extranjeros            |         |             |                     | Tak               |
| 2008 | De tres cuerpos            |         |             |                     | Tak               |
| 2008 | Impunidad                  |         |             |                     | Tak               |
| 2009 | Fantasma de Buenos Aires   |         |             | Tak                 |                   |
| 2010 | Las veinte primaveras      |         |             |                     | Tak               |
| 2010 | El teatro de Howell        |         |             |                     | Tak               |
| 2011 | graFEETi                   | Tak     |             | Tak                 |                   |
| 2013 | Mi nombre es Arturo        |         |             | Tak                 |                   |
| 2014 | The Awakening              |         |             | Tak                 |                   |
| 2015 | Perdidos en la ciudad      |         |             | Tak                 |                   |
| 2021 | OUT OF MIND                | Tak     |             | Tak                 |                   |
| 2024 | Gala & Kiwi                |         |             | Tak                 |                   |
| 2024 | Landscapes for Freedom     | Tak     |             | Tak                 |                   |

## Opera
Lista oper.
| Rok  | Opera                       | Reżyser | Asystent reżysera | Asystent Garderoby | Asystent Produkcji |
| ---- | --------------------------- | ------- | ----------------- | ------------------ | ------------------ |
| 2007 | Rigoletto                   |         |                   | Tak                |                    |
| 2007 | Madama Butterfly            |         |                   | Tak                |                    |
| 2007 | L’Enfant et les sortilèges  |         |                   | Tak                |                    |
| 2007 | Doña Francisquita           |         |                   | Tak                |                    |
| 2007 | Godzina hiszpańska          |         |                   | Tak                |                    |
| 2008 | Romeo i Julia               |         |                   | Tak                |                    |
| 2008 | Wesele Figara               |         |                   | Tak                |                    |
| 2008 | Cyrulik sewilski            |         |                   | Tak                |                    |
| 2009 | Wesoła wdówka               |         |                   | Tak                |                    |
| 2009 | The Old Maid and the Thief  |         |                   | Tak                |                    |
| 2009 | Amelia al ballo             |         |                   | Tak                |                    |
| 2009 | Wesoła wdówka               |         |                   | Tak                |                    |
| 2010 | Manon Lescaut               |         |                   | Tak                |                    |
| 2010 | Così fan tutte              |         |                   | Tak                |                    |
| 2011 | Gianni Schicchi             |         | Tak               |                    |                    |
| 2011 | Zemsta nietoperza           |         |                   | Tak                |                    |
| 2011 | Le Pêcheur de perles        |         |                   | Tak                |                    |
| 2011 | Trubadur                    |         |                   | Tak                |                    |
| 2012 | Wesele Figara               | Tak     |                   |                    |                    |
| 2012 | The Bohemian Girl           |         |                   |                    | Tak                |
| 2012 | Trouble in Tahiti           |         | Tak               |                    |                    |
| 2012 | Tosca                       |         |                   | Tak                |                    |
| 2012 | Don Giovanni                |         |                   | Tak                |                    |
| 2012 | L’amico Fritz               |         |                   | Tak                |                    |
| 2012 | Rycerskość wieśniacza       |         |                   | Tak                |                    |
| 2013 | Czarodziejski flet          |         |                   | Tak                |                    |
| 2013 | L’Enfant et les sortilèges  |         | Tak               |                    |                    |
| 2013 | Bastien i Bastienne         | Tak     |                   |                    | Tak                |
| 2013 | Treemonisha                 | Tak     |                   | Tak                | Tak                |
| 2013 | Apollo i Hiacynt            | Tak     |                   |                    | Tak                |
| 2014 | Porgy and Bess              |         |                   |                    | Tak                |
| 2014 | Luisa Fernanda              |         |                   |                    | Tak                |
| 2014 | La canterina                | Tak     |                   |                    | Tak                |
| 2014 | Cavalleria Rusticana        | Tak     |                   |                    | Tak                |
| 2015 | Zemsta nietoperza           | Tak     |                   |                    | Tak                |
| 2017 | Powrót Ulissesa do ojczyzny |         | Tak               | Tak                | Tak                |
| 2017 | Opowieści Hoffmanna         |         | Tak               |                    |                    |
| 2017 | Trubadur                    |         | Tak               |                    |                    |
| 2017 | Pajace                      |         | Tak               |                    |                    |
| 2018 | Ariadna                     |         | Tak               | Tak                | Tak                |
| 2019 | Flis                        |         | Tak               | Tak                | Tak                |
| 2020 | Maria de Buenos Aires       |         | Tak               |                    |                    |
| 2023 | Tosca                       |         | Tak               |                    |                    |
| 2023 | As Damas Trocadas           | Tak     |                   |                    |                    |
| 2024 | Acis & Galatea              | Tak     |                   |                    |                    |

## Teatr
Lista spektakli do 2024 roku.
| Rok       | Tytuł                    | Asystent reżysera | Asystent scenografii. | Multimedia | Dramaturg |
| --------- | ------------------------ | ----------------- | --------------------- | ---------- | --------- |
| 2011–2012 | Łysa śpiewaczka          | Tak               |                       |            |           |
| 2012−2013 | Gala Veneciana           | Tak               |                       |            |           |
| 2013–2015 | Más allá de esas sierras | Tak               | Tak                   |            |           |
| 2017–2019 | Piso 35                  |                   | Tak                   | Tak        |           |
| 2018      | Los hilos de Ariadna     | Tak               | Tak                   |            |           |
| 2018      | Ślub                     | Tak               | Tak                   |            |           |
| 2021      | Dante 700                |                   |                       | Tak        |           |
| 2014-2021 | El huérfano feliz        |                   |                       | Tak        |           |
| 2022      | Ni un taxi               |                   |                       |            | Tak       |
| 2024      | Dom Garcia               | Tak               |                       |            |           |